# FA Cup 1934/35
Der FA Cup 1934/35 war die 60. Austragung des The Football Association Challenge Cup (meist als FA Cup bekannt).
Der Pokalwettbewerb startete mit der Qualifikation zwischen dem 1. September 1934 und dem 19. November 1934. Die Hauptrunde begann anschließend ab dem 24. November 1934 und endete mit dem Finale in Wembley in London am 27. April 1935 vor einer Kulisse von offiziell 93.204 Zuschauern. Sieger des Wettbewerbs wurde zum dritten Mal Sheffield Wednesday. Unterlegener Finalist war West Bromwich Albion.

## Wettbewerb

### Erste Hauptrunde
| Datum             |                         | Ergebnis |                                    |
| ----------------- | ----------------------- | -------- | ---------------------------------- |
| 24. November 1934 | FC Aldershot            | 4:0      | AFC Bournemouth                    |
| 24. November 1934 | Ashford Town            | 1:4      | Clapton Orient                     |
| 24. November 1934 | FC Barry                | 0:1      | Northampton Town                   |
| 24. November 1934 | Bedford Town            | 2:3      | FC Dartford                        |
| 24. November 1934 | Blyth Spartans          | 1:1      | Stockport County                   |
| 24. November 1934 | Brighton & Hove Albion  | 3:1      | FC Folkestone                      |
| 24. November 1934 | Bristol City            | 2:0      | FC Gillingham                      |
| 24. November 1934 | Bristol Rovers          | 3:0      | Harwich & Parkeston                |
| 24. November 1934 | Burton Town             | 2:3      | York City                          |
| 24. November 1934 | Cardiff City            | 1:2      | FC Reading                         |
| 24. November 1934 | Carlisle United         | 1:6      | Wigan Athletic                     |
| 24. November 1934 | Charlton Athletic       | 2:2      | Exeter City                        |
| 24. November 1934 | FC Chester              | 3:1      | Dinnington Athletic                |
| 24. November 1934 | Coventry City           | 7:0      | Scunthorpe United                  |
| 24. November 1934 | Crewe Alexandra         | 1:2      | FC Walsall                         |
| 24. November 1934 | FC Darwen               | 1:2      | Boston United                      |
| 24. November 1934 | Doncaster Rovers        | 0:2      | AFC Barrow                         |
| 24. November 1934 | Dulwich Hamlet          | 1:2      | Torquay United                     |
| 24. November 1934 | Halifax Town            | 1:1      | Hartlepools United                 |
| 24. November 1934 | AFC Gateshead           | 1:4      | FC Darlington                      |
| 24. November 1934 | Guildford City          | 1:2      | Bath City                          |
| 24. November 1934 | Mansfield Town          | 6:1      | Accrington Stanley                 |
| 24. November 1934 | Queens Park Rangers     | 2:0      | Walthamstow Avenue                 |
| 24. November 1934 | Rotherham United        | 2:0      | Spennymoor United                  |
| 24. November 1934 | AFC Shildon             | 2:2      | Lincoln City                       |
| 24. November 1934 | Southend United         | 10:1     | Golders Green                      |
| 24. November 1934 | FC Southport            | 1:1      | AFC New Brighton                   |
| 24. November 1934 | Swindon Town            | 4:0      | AFC Newport County                 |
| 24. November 1934 | Tranmere Rovers         | 3:1      | Stalybridge Celtic                 |
| 24. November 1934 | FC Watford              | 2:0      | Corinthian FC                      |
| 24. November 1934 | FC Wimbledon            | 1:1      | FC Leyton                          |
| 24. November 1934 | AFC Workington          | 2:0      | FC Birmingham Corporation Tramways |
| 24. November 1934 | AFC Wrexham             | 4:1      | AFC Rochdale                       |
| 24. November 1934 | Yeovil & Petters United | 3:0      | Crystal Palace                     |

#### Wiederholungsspiele
| Datum             |                    | Ergebnis |                   |
| ----------------- | ------------------ | -------- | ----------------- |
| 28. November 1934 | Exeter City        | 5:2      | Charlton Athletic |
| 28. November 1934 | Hartlepools United | 2:0      | Halifax Town      |
| 28. November 1934 | Lincoln City       | 4:0      | AFC Shildon       |
| 28. November 1934 | AFC New Brighton   | 1:1      | FC Southport      |
| 28. November 1934 | Stockport County   | 4:1      | Blyth Spartans    |
| 29. November 1934 | FC Leyton          | 0:1      | FC Wimbledon      |
| 3. Dezember 1934  | FC Southport       | 1:2      | AFC New Brighton  |

### Zweite Hauptrunde
| Datum            |                         | Ergebnis |                        |
| ---------------- | ----------------------- | -------- | ---------------------- |
| 8. Dezember 1934 | AFC Barrow              | 0:2      | FC Aldershot           |
| 8. Dezember 1934 | Bath City               | 2:1      | Boston United          |
| 8. Dezember 1934 | Clapton Orient          | 1:3      | FC Chester             |
| 8. Dezember 1934 | FC Dartford             | 0:1      | Bristol Rovers         |
| 8. Dezember 1934 | Hartlepools United      | 0:4      | Coventry City          |
| 8. Dezember 1934 | Mansfield Town          | 4:2      | Tranmere Rovers        |
| 8. Dezember 1934 | Northampton Town        | 0:0      | AFC Workington         |
| 8. Dezember 1934 | Queens Park Rangers     | 1:2      | Brighton & Hove Albion |
| 8. Dezember 1934 | FC Reading              | 3:0      | AFC Wrexham            |
| 8. Dezember 1934 | Rotherham United        | 1:2      | Bristol City           |
| 8. Dezember 1934 | Stockport County        | 3:2      | FC Darlington          |
| 8. Dezember 1934 | Swindon Town            | 4:3      | Lincoln City           |
| 8. Dezember 1934 | FC Watford              | 1:1      | FC Walsall             |
| 8. Dezember 1934 | Wigan Athletic          | 3:2      | Torquay United         |
| 8. Dezember 1934 | FC Wimbledon            | 1:5      | Southend United        |
| 8. Dezember 1934 | Yeovil & Petters United | 4:1      | Exeter City            |
| 8. Dezember 1934 | York City               | 1:0      | AFC New Brighton       |

#### Wiederholungsspiele
| Datum             |                | Ergebnis |                  |
| ----------------- | -------------- | -------- | ---------------- |
| 13. Dezember 1934 | FC Walsall     | 1:0      | FC Watford       |
| 13. Dezember 1934 | AFC Workington | 0:1      | Northampton Town |

### Dritte Hauptrunde
Folgende Klubs traten erst zur dritten Hauptrunde in den Wettbewerb ein:
- Erstligisten der Football League (22): FC Arsenal, Aston Villa, FC Birmingham, Blackburn Rovers, FC Chelsea, Derby County, FC Everton, Grimsby Town, Huddersfield Town, Leeds United, Leicester City, FC Liverpool, Manchester City, FC Middlesbrough, FC Portsmouth, Preston North End, Sheffield Wednesday, Stoke City, AFC Sunderland, Tottenham Hotspur, West Bromwich Albion & Wolverhampton Wanderers.
- Zweitligisten der Football League (22): FC Barnsley, FC Blackpool, Bolton Wanderers, Bradford City, Bradford Park Avenue, FC Brentford, FC Burnley, FC Bury, FC Fulham, Hull City, Manchester United, Newcastle United, Norwich City, Nottingham Forest, Notts County, Oldham Athletic, Port Vale, Plymouth Argyle, Sheffield United, FC Southampton, Swansea Town & West Ham United.
- Drittligisten der Football League (3): FC Chesterfield, FC Millwall & Luton Town.

| Datum           |                         | Ergebnis |                      |
| --------------- | ----------------------- | -------- | -------------------- |
| 12. Januar 1935 | FC Aldershot            | 0:0      | FC Reading           |
| 12. Januar 1935 | Aston Villa             | 1:3      | Bradford City        |
| 12. Januar 1935 | FC Birmingham           | 5:1      | Coventry City        |
| 12. Januar 1935 | FC Brentford            | 0:1      | Plymouth Argyle      |
| 12. Januar 1935 | Brighton & Hove Albion  | 0:2      | FC Arsenal           |
| 12. Januar 1935 | Bristol City            | 1:1      | FC Bury              |
| 12. Januar 1935 | Bristol Rovers          | 1:3      | Manchester United    |
| 12. Januar 1935 | FC Burnley              | 4:2      | Mansfield Town       |
| 12. Januar 1935 | FC Chelsea              | 1:1      | Luton Town           |
| 12. Januar 1935 | FC Chester              | 0:4      | Nottingham Forest    |
| 12. Januar 1935 | FC Everton              | 6:3      | Grimsby Town         |
| 12. Januar 1935 | Hull City               | 1:5      | Newcastle United     |
| 12. Januar 1935 | Leeds United            | 4:1      | Bradford Park Avenue |
| 12. Januar 1935 | Leicester City          | 2:1      | FC Blackpool         |
| 12. Januar 1935 | FC Middlesbrough        | 1:1      | Blackburn Rovers     |
| 12. Januar 1935 | Northampton Town        | 0:2      | Bolton Wanderers     |
| 12. Januar 1935 | Norwich City            | 2:0      | Bath City            |
| 12. Januar 1935 | FC Portsmouth           | 1:1      | Huddersfield Town    |
| 12. Januar 1935 | Preston North End       | 0:0      | FC Barnsley          |
| 12. Januar 1935 | Sheffield Wednesday     | 3:1      | Oldham Athletic      |
| 12. Januar 1935 | Southend United         | 0:4      | Sheffield United     |
| 12. Januar 1935 | AFC Sunderland          | 3:2      | FC Fulham            |
| 12. Januar 1935 | Swansea Town            | 4:1      | Stoke City           |
| 12. Januar 1935 | Swindon Town            | 2:1      | FC Chesterfield      |
| 12. Januar 1935 | Tottenham Hotspur       | 1:0      | Manchester City      |
| 12. Januar 1935 | FC Walsall              | 1:2      | FC Southampton       |
| 12. Januar 1935 | West Bromwich Albion    | 2:1      | Port Vale            |
| 12. Januar 1935 | West Ham United         | 1:1      | Stockport County     |
| 12. Januar 1935 | Wigan Athletic          | 1:4      | FC Millwall          |
| 12. Januar 1935 | Wolverhampton Wanderers | 4:0      | Notts County         |
| 12. Januar 1935 | Yeovil & Petters United | 2:6      | FC Liverpool         |
| 12. Januar 1935 | York City               | 0:1      | Derby County         |

#### Wiederholungsspiele
| Datum           |                   | Ergebnis |                   |
| --------------- | ----------------- | -------- | ----------------- |
| 16. Januar 1935 | FC Barnsley       | 0:1      | Preston North End |
| 16. Januar 1935 | FC Bury           | 2:2      | Bristol City      |
| 16. Januar 1935 | Huddersfield Town | 2:3      | FC Portsmouth     |
| 16. Januar 1935 | Luton Town        | 2:0      | FC Chelsea        |
| 16. Januar 1935 | FC Reading        | 3:1      | FC Aldershot      |
| 16. Januar 1935 | Stockport County  | 1:0      | West Ham United   |
| 17. Januar 1935 | Blackburn Rovers  | 1:0      | FC Middlesbrough  |
| 21. Januar 1935 | Bristol City      | 2:1      | FC Bury           |

### Vierte Hauptrunde
| Datum           |                         | Ergebnis |                     |
| --------------- | ----------------------- | -------- | ------------------- |
| 26. Januar 1935 | Blackburn Rovers        | 1:0      | FC Liverpool        |
| 26. Januar 1935 | Bradford City           | 0:0      | Stockport County    |
| 26. Januar 1935 | FC Burnley              | 3:1      | Luton Town          |
| 26. Januar 1935 | Derby County            | 3:0      | Swansea Town        |
| 26. Januar 1935 | Leicester City          | 0:1      | FC Arsenal          |
| 26. Januar 1935 | Norwich City            | 3:3      | Leeds United        |
| 26. Januar 1935 | Nottingham Forest       | 0:0      | Manchester United   |
| 26. Januar 1935 | Plymouth Argyle         | 1:4      | Bolton Wanderers    |
| 26. Januar 1935 | FC Portsmouth           | 0:0      | Bristol City        |
| 26. Januar 1935 | FC Reading              | 1:0      | FC Millwall         |
| 26. Januar 1935 | FC Southampton          | 0:3      | FC Birmingham       |
| 26. Januar 1935 | AFC Sunderland          | 1:1      | FC Everton          |
| 26. Januar 1935 | Swindon Town            | 0:2      | Preston North End   |
| 26. Januar 1935 | Tottenham Hotspur       | 2:0      | Newcastle United    |
| 26. Januar 1935 | West Bromwich Albion    | 7:1      | Sheffield United    |
| 26. Januar 1935 | Wolverhampton Wanderers | 1:2      | Sheffield Wednesday |

#### Wiederholungsspiele
| Datum           |                   | Ergebnis |                   |
| --------------- | ----------------- | -------- | ----------------- |
| 30. Januar 1935 | Bristol City      | 2:0      | FC Portsmouth     |
| 30. Januar 1935 | FC Everton        | 6:4      | AFC Sunderland    |
| 30. Januar 1935 | Leeds United      | 1:2      | Norwich City      |
| 30. Januar 1935 | Manchester United | 0:3      | Nottingham Forest |
| 31. Januar 1935 | Stockport County  | 3:2      | Bradford City     |

### Fünfte Hauptrunde
| Datum            |                   | Ergebnis |                      |
| ---------------- | ----------------- | -------- | -------------------- |
| 16. Februar 1935 | Bristol City      | 0:0      | Preston North End    |
| 16. Februar 1935 | FC Everton        | 3:1      | Derby County         |
| 16. Februar 1935 | Norwich City      | 0:1      | Sheffield Wednesday  |
| 16. Februar 1935 | Nottingham Forest | 0:0      | FC Burnley           |
| 16. Februar 1935 | FC Reading        | 0:1      | FC Arsenal           |
| 16. Februar 1935 | Stockport County  | 0:5      | West Bromwich Albion |
| 16. Februar 1935 | Tottenham Hotspur | 1:1      | Bolton Wanderers     |
| 21. Februar 1935 | Blackburn Rovers  | 1:2      | FC Birmingham        |

#### Wiederholungsspiele
| Datum            |                   | Ergebnis |                   |
| ---------------- | ----------------- | -------- | ----------------- |
| 19. Februar 1935 | FC Burnley        | 3:0      | Nottingham Forest |
| 20. Februar 1935 | Bolton Wanderers  | 1:1      | Tottenham Hotspur |
| 25. Februar 1935 | Bolton Wanderers  | 2:0      | Tottenham Hotspur |
| 25. Februar 1935 | Preston North End | 5:0      | Bristol City      |

### Sechste Hauptrunde
| Datum        |                      | Ergebnis |                   |
| ------------ | -------------------- | -------- | ----------------- |
| 2. März 1935 | FC Burnley           | 3:2      | FC Birmingham     |
| 2. März 1935 | FC Everton           | 1:2      | Bolton Wanderers  |
| 2. März 1935 | Sheffield Wednesday  | 2:1      | FC Arsenal        |
| 2. März 1935 | West Bromwich Albion | 1:0      | Preston North End |

### Halbfinale
Die ersten beiden Spiele wurden am 16. März 1935 und das Wiederholungsspiel am 20. März 1935 ausgetragen.
|                      | Ergebnis |                  | Ort        |
| -------------------- | -------- | ---------------- | ---------- |
| West Bromwich Albion | 1:1      | Bolton Wanderers | Leeds      |
| Sheffield Wednesday  | 3:0      | FC Burnley       | Birmingham |

#### Wiederholungsspiel
|                      | Ergebnis |                  | Ort            |
| -------------------- | -------- | ---------------- | -------------- |
| West Bromwich Albion | 2:0      | Bolton Wanderers | Stoke-on-Trent |

### Finale
| Sheffield Wednesday                         | Sheffield Wednesday | West Bromwich Albion | West Bromwich Albion |
| ------------------------------------------- | --- | --- | -------------------- |
| Sheffield Wednesday                         | \| Finale \| \| Samstag, 27. April 1935 in London (Wembley) \| \| Ergebnis: 4:2 (1:1) \| \| Zuschauer: 93.204 \| \| Schiedsrichter: Bert Fogg \| \| Spielbericht \|                       | \| Finale \| \| Samstag, 27. April 1935 in London (Wembley) \| \| Ergebnis: 4:2 (1:1) \| \| Zuschauer: 93.204 \| \| Schiedsrichter: Bert Fogg \| \| Spielbericht \|                             | West Bromwich Albion |
| Sheffield Wednesday                         | Jack Brown – Joe Nibloe, Ted Catlin – Wilf Sharp, Walter Millership, Horace Burrows – Mark Hooper, Jack Surtees, Jack Palethorpe, Ronnie Starling, Ellis Rimmer Cheftrainer: Billy Walker | Harold Pearson – George Shaw, Bert Trentham – Jimmy Murphy, Bill Richardson, Jimmy Edwards – Tommy Glidden, Joe Carter, W. G. Richardson, Teddy Sandford, Wally Boyes Cheftrainer: Fred Everiss | West Bromwich Albion |
| Sheffield Wednesday                         | 1:0 Jack Palethorpe (2.) 2:1 Mark Hooper (70.) 3:2 Ellis Rimmer (85.) 4:2 Ellis Rimmer (89.)                                                                                              | 1:1 Wally Boyes (21.) 2:2 Teddy Sandford (75.) | West Bromwich Albion |
| Finale                                      | | |                      |
| Samstag, 27. April 1935 in London (Wembley) | | |                      |
| Ergebnis: 4:2 (1:1)                         | | |                      |
| Zuschauer: 93.204                           | | |                      |
| Schiedsrichter: Bert Fogg                   | | |                      |
| Spielbericht                                | | |                      |